# Tridentopsis
Tridentopsis es un género zoológico  de pez gato (orden Siluriformes)  de la familia de las Trichomycteridae. 

## Especies
- T. cahuali
- T. pearsoni
- T. tocantinsi.[1] T. cahuali es originario de la cuenca del río Paraguay en Argentina. T. pearsoni habita la cuenca superior del río Amazonas en Bolivia. T. tocantinsi vive en la cuenca del río Tocantins en Brasil.[1] Las spp. de Tridentopsis crecen hasta cerca de 22–23 mm SL.[2]